# Festival international du film francophone de Namur
 (juillet 2025).
 (septembre 2020).
 (septembre 2020).
Si vous disposez d'ouvrages ou d'articles de référence ou si vous connaissez des sites web de qualité traitant du thème abordé ici, merci de compléter l'article en donnant les références utiles à sa vérifiabilité et en les liant à la section « Notes et références ».
Pour les articles homonymes, voir FIFF.
Le Festival International du film francophone de Namur (FIFF Namur), créé en 1986, organise 3 compétitions : les longs métrages, les premières œuvres et les courts métrages, témoins de la diversité de la Francophonie. Le FIFF propose près de 120 films - longs et courts métrages, animations, fictions, et documentaires.
Créateur du Cheval Bayard qui défie la Meuse à Namur, le sculpteur Olivier Strebelle a réalisé une réduction de son œuvre originale, le Bayard d'or, qui récompense les meilleurs films. Ces récompenses sont assorties de prix en espèces. Les Bayard sont attribués par le Jury officiel Longs métrages, le Jury Courts métrages et le Jury Émile Cantillon.

## Historique
Le Festival cinématographique de Wallonie est créé en 1986 par Jean-Louis Close, André Ceuterick, René Fauvel ainsi que Luc et Raoul Hemelaer, à la suite du défi culturel lancé lors du Sommet de Paris par les chefs d'États et de gouvernements ayant en commun l'usage du français. L'objectif est de présenter une sélection de films issus de la Francophonie, le Festival de Wallonie reprenant alors le flambeau qu'a dû abandonner le Festival international du film et d'échanges francophones (FIFEF), né dans les premières années de l'après-guerre, voulant démontrer d'une part, que le cinéma anglo-américain n'était pas le seul véhicule du 7e art, et d'autre part, qu'il n'est pas de cinéma « en français » qu'en France.
Pour sa 2e édition, en 1987, le festival assoit sa programmation avec une soixantaine de films en provenance d'une dizaine de territoires francophones[source secondaire souhaitée]. Tous ces films sont inédits en Belgique.
Dès 1988, l'Organisation internationale de la Francophonie (OIF) soutient le Festival ; le Festival Panafricain de Ouagadougou (FESPACO) va quant à lui amorcer un rapprochement avec le FIFF, qui se concrétise par le jumelage des deux manifestations.
En 1989, l'association change de dénomination[source secondaire souhaitée] pour devenir le Festival international du film francophone. Reconnu par la Fédération internationale des associations des producteurs de films (FIAPF) comme un festival compétitif spécialisé, il acquiert désormais le droit d'attribuer les Bayard d'or (meilleur film, meilleur comédien, meilleure comédienne et Prix spécial du jury).
En 1990, la Société des auteurs et compositeurs dramatiques (SACD) propose au FIFF de récompenser le meilleur scénario original en attribuant un Bayard d'or à la meilleure contribution artistique[source secondaire souhaitée].
En 1998, Dany Martin prend la succession d'André Ceuterick. À l'occasion de sa 13e édition, le Festival instaure deux nouveautés : le premier Marché du Film et le ciné-pass[source secondaire souhaitée].
En 2005, le FIFF fête ses 20 ans et en profite pour faire approuver la « Déclaration de Namur »[source secondaire souhaitée], qui a pour objectif de soutenir la Convention sur la protection et la promotion de la diversité des expressions culturelles qui a été adoptée le 20 octobre 2005 à l'UNESCO. 500 personnes, telles que Costa-Gavras ou encore Carole Laure, signent ce texte à Namur[source secondaire souhaitée].
En 2006 le FIFF ouvre sa programmation à la partie flamande du pays en inaugurant un focus sur le cinéma belge flamand[source secondaire souhaitée].
En 2007, le festival décide mettre les films documentaires sur le même pied que les fictions[source secondaire souhaitée] en les intégrant aux compétitions officielles.
En 2008, le FIFF ouvre sa programmation aux courts métrages.
En 2009, Dominique Jamar quitte ses fonctions : la direction du festival revient alors à Nicole Gillet, ancienne directrice de programmation.
2012 marque le début de la collaboration avec « Cinevox with BNP Paribas Fortis », le nouveau sponsor principal du Festival. À cette occasion, un nouveau jury est créé, le jury Cinevox[source secondaire souhaitée]. Chapeauté par Fabienne Bradfer, ce jury a pour tâche de départager les longs métrages belges francophones programmés au FIFF.
En 2014, la volonté est de mettre l'accent sur le format court[source secondaire souhaitée].
Du 2 au 9 octobre 2015, a eu lieu la 30e édition. À l’occasion de leur trentième anniversaire, il était question de tourner leur regard vers l’avenir en soutenant la jeune génération belge et francophone. En ouverture, le FIFF a donc accueilli le 1er long métrage du jeune réalisateur belge Antoine Cuypers, Préjudice, avec notamment Nathalie Baye, Arno et Thomas Blanchard[source insuffisante].
Du 30 septembre au 6 octobre 2016, a eu lieu la 31e édition. Le jury des longs métrages est présidé par le cinéaste et comédien belge Bouli Lanners.
En 2017, le festival propose une sélection composée de longs et courts métrages, de séries et web-séries et même de films en réalité virtuelle[source secondaire souhaitée].
Du 27 septembre au 4 octobre 2019, a eu lieu la 34e édition du FIFF. Le festival a été l’occasion d’assister a des projections - plus de 130 films étaient programmés -, d’animations, d’ateliers, de rencontres, d’expositions et de concerts ouverts à tous[source secondaire souhaitée]. 
Du 2 au 9 octobre 2020, la 35e édition du FIFF est organisée malgré la pandémie de Covid-19. Elle a été pensée afin d’accueillir le public dans les meilleures conditions possibles.
Du 1er au 8 octobre 2021, cette 36e édition du FIFF a été marquée par le renouveau des festivals de cinéma[non neutre] à la suite des multiples confinements et arrêts dans le secteur culturel depuis le début de la pandémie.
Du 29 au 6 octobre 2022, la 37e édition du FIFF est revenue au cœur de la Capitale Wallonne. Cette édition a été synonyme de nouveautés[source secondaire souhaitée].
Du 29 au 6 octobre 2023, a eu lieu la 38e édition du FIFF. 
Du 27 septembre au 4 octobre 2024, le FIFF a célébré sa 39e édition. Celle-ci a été marquée par le retour du chapiteau, sur la Place d'Armes.

## Prix décernés
- Prix remis par le jury officiel
  - Bayard d'or du meilleur film
  - Bayard d'or du meilleur comédien
  - Bayard d'or de la meilleure comédienne
  - Bayard d'or du meilleur scénario
  - Bayard d'or de la meilleure photographie
  - Prix spécial du jury
- Prix remis par le jury courts métrages
  - Compétition internationale
    - Bayard d'or du meilleur court métrage
    - Prix du jury

  - Compétition nationale FWB
    - Prix du meilleur court métrage
    - Prix du jury
    - Prix d'interprétation
    - Prix de la meilleure photographie

  - Compétition clips
  - Prix du meilleur clip
- Prix remis par le jury Émile Cantillon
  - Bayard d'or de la meilleure première œuvre de fiction
  - Prix Découverte
- Autres prix attribués
  - Prix du jury junior
  - Prix Cinevox
  - Prix du public fiction
  - Prix du public documentaire
  - Prix du public court métrage
  - Prix Be TV long métrage
  - Prix Be TV court métrage
  - Prix format court

## Jurys

### Jury officiel (longs métrages)
201631e édition
- Olivier Gourmet (Président du jury), comédien
- Raphaël Personnaz, acteur
- Laura Smet, actrice

201732e édition
- Martin Provost (Président du Jury), réalisateur
- Loubna Abidar, comédienne
- Anne Émond, réalisatrice
- Issaka Sawadogo, comédien
- Benjamin Siksou, comédien et chanteur
- Christa Théret, comédienne
- Marc Zinga, comédien et chanteur

201833e édition
- Thierry Klifa (Président du jury), réalisateur
- Diamand Abou Abboud, actrice
- Anne-Marie Cadieux, actrice
- Stéphanie Crayencour, actrice
- Guillaume Gouix, réalisateur
- Jean-Yves Roubin, producteur
- Morgan Simon, réalisateur

201934e édition
- André Téchiné (Président du jury), réalisateur
- Catherine De Léan, comédienne
- Jacques Fieschi, scénariste
- Marème N'Diaye, comédienne
- Yannick Renier, comédien

202035e édition
- Samuel Benchetrit (Président du jury), réalisateur
- Anne Delseth, programmatrice
- Guillaume Senez, réalisateur
- Daphné Patakia, comédienne
- Yann Zimmer, comédien

202136e édition
- Thomas Lilti (Président du Jury), réalisateur, scénariste
- Hinde Boujemaa, réalisatrice
- Mamadou Dia, réalisateur
- Fanny-Laure Malo, productrice
- Anne Marivin, comédienne

202237e édition
- Annabella Nezri (Présidente du Jury), productrice
- Laurent Capelluto, comédien
- Youna De Peretti, directrice de casting
- Dieudo Hamadi, réalisateur
- Uèle Lamore, compositrice et cheffe d'orchestre

202338e édition
- Mélanie Doutey (Présidente du Jury), comédienne
- Anaïs Barbeau-Lavalette, réalisatrice, scénariste, autrice
- Shaïn Boumedine, comédien
- Alassane Diago, réalisateur
- Philippe Van Leeuw, réalisateur

202439e édition
- Frédéric Baillif (Président du jury), réalisateur
- Alex Moussa Sawadogo, cinéaste
- Karim Leklou, acteur
- Nahéma Ricci, actrice
- Paloma Sermon-Daï, scénariste et réalisatrice